# Hemidactylus kundaensis
Hemidactylus kundaensis là một loài thằn lằn trong họ Gekkonidae. Loài này được Chirio & Trape mô tả khoa học đầu tiên năm 2012.